# ユーリ・セディフ
ユーリ・ゲオルギエビッチ・セディフ （ロシア語: Юрий Георгиевич Седых、1955年6月11日 - 2021年9月14日）は、ソビエト連邦（現ウクライナ）の陸上選手。出身はロシア共和国ロストフ州ノヴォチェルカースク。男子ハンマー投の選手で、1986年に記録した86m74は2024年現在でも世界記録であり、男子陸上競技公式種目としては最古の記録である。

## 略歴
ウクライナの都市、ニーコポリで育ったセディフは1967年にウラジミール・イワノビッチ・ヴォロヴィク監督の下で陸上競技を始めた。その後、州労働組合運営の育成機関・ブレヴェスニクや陸軍の養成機関でトレーニングを積み、1972年からはハンマー投げ元世界記録保持者で名指導者としても知られたアナトリー・ボンダルチュクの教えを受けた。1973年にはユース代表メンバーに加わった。
多くの選手が4回転ターンを行っている中、セディフは1回転少ない3回転ターンで世界記録を樹立した。
彼は86m台の投擲を3回記録しており、85m台の投擲は5回も記録している。
女子砲丸投の世界記録保持者ナタリア・リソフスカヤと結婚し、パリ近郊、ラ・デファンスのレオナルド・ダ・ヴィンチ・ユニバーシティ・センターにて体育教師として後進の指導にあたった。娘のアレクシア・セディフも2010年シンガポールユースオリンピック女子ハンマー投げで金メダルを獲得している。
2013年、国際陸上競技連盟によって陸上殿堂に選出された。
2020年、ロシア反ドーピング研究所、グリゴリー・ロチェンコフ所長（当時）にステロイドによるドーピングで告発された。
2021年9月14日、心臓発作のため66歳で死去。

## 記録
セディフは5回世界記録を更新している。86年に出した86m74は生涯、破られることはなかった。
| 記録  | 日付          | 備考                     |
| ----- | ------------- | ------------------------ |
| 80m64 | 1980年5月16日 |                          |
| 81m80 | 1980年7月31日 | オリンピック記録（当時） |
| 86m34 | 1984年7月3日  |                          |
| 86m66 | 1986年6月22日 |                          |
| 86m74 | 1986年8月30日 | 世界記録                 |

## 主な成績
| 年   | 大会                         | 場所                         | 結果 | 記録  |
| ---- | ---------------------------- | ---------------------------- | ---- | ----- |
| 1976 | オリンピック                 | モントリオール(カナダ)       | 1位  | 77m52 |
| 1978 | ヨーロッパ陸上競技選手権大会 | プラハ(チェコ)               | 1位  | 77m28 |
| 1980 | オリンピック                 | モスクワ(ソビエト連邦)       | 1位  | 81m80 |
| 1982 | ヨーロッパ陸上競技選手権大会 | アテネ(ギリシャ)             | 1位  | 81m66 |
| 1983 | 世界陸上競技選手権大会       | ヘルシンキ(フィンランド)     | 2位  | 80m94 |
| 1986 | ヨーロッパ陸上競技選手権大会 | シュトゥットガルト(西ドイツ) | 1位  | 86m74 |
| 1988 | オリンピック                 | ソウル(大韓民国)             | 2位  | 83m76 |
| 1991 | 世界陸上競技選手権大会       | 東京(日本)                   | 1位  | 81m70 |